# Le Mesnil-Guillaume
Le Mesnil-Guillaume település Franciaországban, Calvados megyében. Lakosainak száma 558 fő (2022. január 1.). Le Mesnil-Guillaume Courtonne-la-Meurdrac, Glos, Saint-Denis-de-Mailloc, Saint-Jean-de-Livet és Saint-Martin-de-Mailloc községekkel határos.

## Népesség
A település népességének változása:
| Lakosok száma | 297  | 470  | 513  | 518  | 621  | 612  | 605  | 607  | 591  | 558  |
|               | 1968 | 1982 | 1990 | 2006 | 2013 | 2015 | 2017 | 2019 | 2020 | 2022 |